# Mesalina watsonana
Espèce
Synonymes
- Eremias watsonana Stoliczka, 1872
- Mesalina pardaloides Blanford, 1874

Mesalina watsonana est une espèce de sauriens de la famille des Lacertidae.

## Répartition
Cette espèce se rencontre en Iran, au Turkménistan, en Afghanistan, au Pakistan et dans le nord-ouest de l'Inde.

## Étymologie
Cette espèce est nommée en l'honneur de H. E. Watson.

## Publication originale
- Stoliczka, 1872 : Notes on the Reptilian and Amphibian Fauna of Kachh. Proceedings of the Asiatic Society of Bengal, vol. 1872, p. 71-85 (texte intégral).